# Erich Mulzer

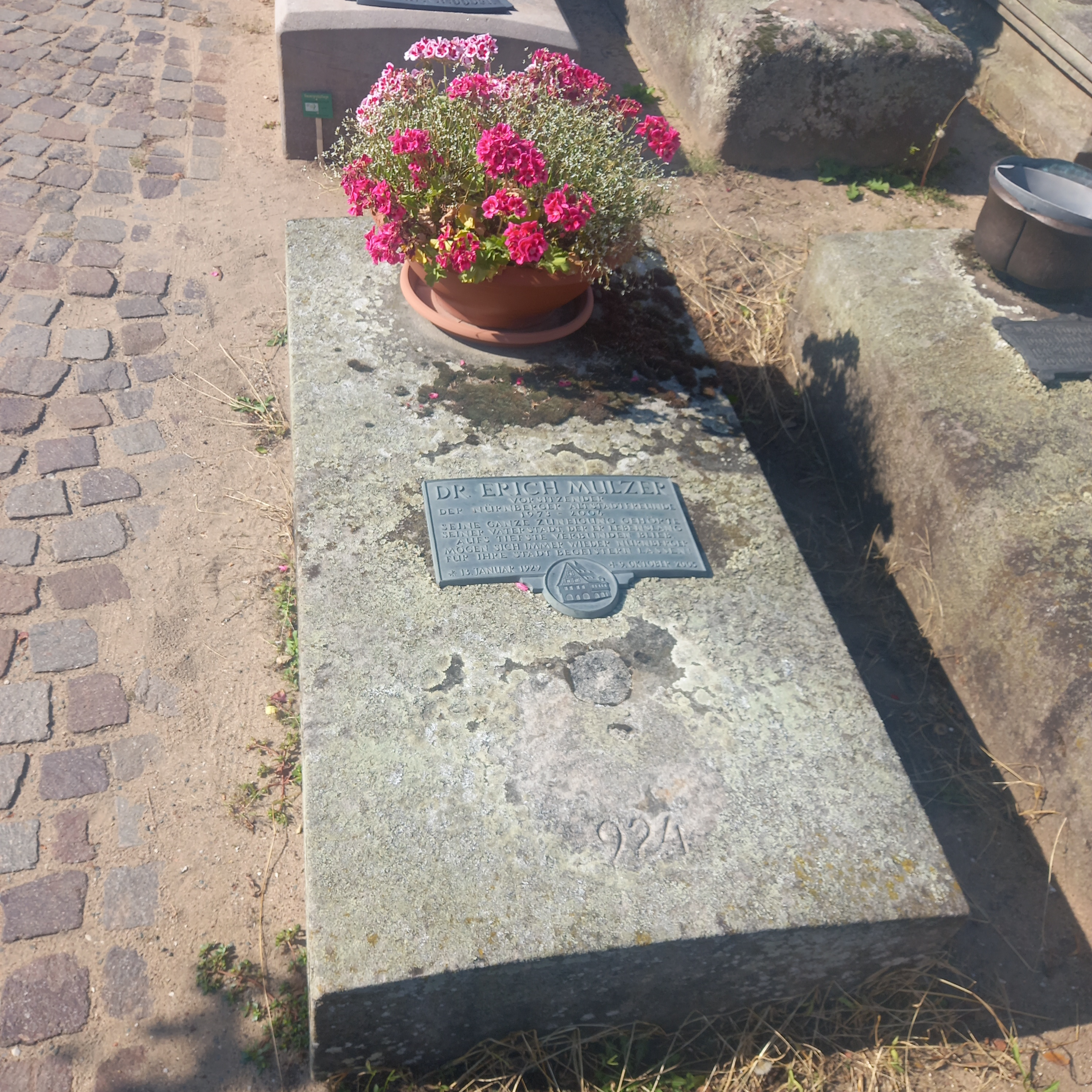
Das Grab von Erich Mulzer auf dem Johannisfriedhof (Nürnberg)

Erich Mulzer (* 13. Januar 1929 in Nürnberg; † 9. Oktober 2005 ebenda) war ein deutscher Gymnasialprofessor und langjähriger Vorsitzender der Altstadtfreunde Nürnberg.

## Leben
Mulzer studierte nach dem Abitur von 1949 bis 1955 an der Universität Erlangen Germanistik, Geographie und Geschichtswissenschaft. Schon während seines Studiums beschäftigte er sich mit der Baugeschichte der Stadt Nürnberg. Deshalb trat er 1951 der Vereinigung der Freunde der Altstadt Nürnberg bei, die für den Erhalt und Wiederaufbau der Nürnberger Bürgerhäuser eintrat. 1954 erschien Mulzers Buch über Nürnberger Bürgerhäuser, das von der Regierung von Mittelfranken und dem Nürnberger Stadtrat gefördert worden war. Nach dem Abschluss des Studiums unterrichtete Mulzer als Gymnasiallehrer Deutsch, Geschichte, Erdkunde und Sozialkunde am Gymnasium Fridericianum Erlangen. Neben seiner beruflichen Tätigkeit promovierte er bei Otto Berninger am Erlanger Institut für Geographie. In seiner Doktorarbeit aus dem Jahre 1971 untersuchte Erich Mulzer Die Veränderungen der Altstadt in Nürnberg durch den Wiederaufbau 1945-1970.
1973 wurde er zum Vorsitzenden der Vereinigung der Freunde der Altstadt Nürnberg gewählt und betrieb die Umstrukturierung des Vereins (u. a. Änderung des Vereinsnamens zu „Altstadtfreunde Nürnberg e. V.“), der danach zu Nürnbergs größter Bürgervereinigung wurde und wesentlichen Einfluss auf die Lokalpolitik bekam. Unter seinem Vorsitz wurden 1976 die jährlich erscheinenden Nürnberger Altstadtberichte als Vereinspublikation der Altstadtfreunde mit Rechenschaftsbericht und fundierten Fachbeiträgen gegründet. In den folgenden Jahren bis 2004 nahm er durch sein in seinen Veröffentlichungen verbreitetes Fachwissen und sein Engagement Einfluss auf die Entwicklung der Altstadt.
Kritiker warfen Erich Mulzer vor, jegliche Modernisierung des altstädtischen Charakters Nürnbergs zu verhindern. So verhinderte er mit seinem Engagement das Augustinerhofprojekt des bekannten Architekten Helmut Jahn, das in einem Bürgerentscheid von Nürnbergs Bürgern mit deutlicher Mehrheit abgelehnt wurde. Als Autor des Baedeker-Reiseführers über Nürnberg prägte Erich Mulzer das Nürnbergbild vieler Touristen.
Mulzer wurde auf dem Johannisfriedhof in Nürnberg bestattet.

## Ehrungen
- 1978 Denkmalschutzmedaille des Bayerischen Kultusministeriums
- 1980 Silberne Halbkugel, „Deutscher Preis für Denkmalschutz“ des Deutschen Nationalkomitees für Denkmalschutz für die Erhaltung des baulichen Erbes[5]
- 1983 Bundesverdienstkreuz am Bande der Bundesrepublik Deutschland
- 1986 Wolfram-von-Eschenbach-Preis des Bezirks Mittelfranken, dotiert mit 10.000 Mark, für Verdienste um die Erhaltung der historischen Bausubstanz in Nürnberg
- 1987 Bayerischer Verdienstorden des Freistaates Bayern
- 1993 Bundesverdienstkreuz 1. Klasse des Verdienstordens der Bundesrepublik Deutschland
- 1996 Bürgermedaille der Stadt Nürnberg

## Veröffentlichungen
- Nürnberger Bürgerhäuser. Nürnberg: Spindler, 1954, 68 S. (2. Auflage, 1964)
- Vor den Mauern Nürnbergs. Kunst und Geschichte der  Vorstädte. Nürnberg: Spindler, 1961, 229 S.
- Nürnberger Erker und Chörlein. Ihr Wesen und ihre Entwicklung, dargestellt an den noch vorhandenen Beispielen. Nürnberg: Spindler, 1965, 274 S.
- Die Veränderungen der Altstadt in Nürnberg durch den Wiederaufbau 1945 bis 1970. Dissertation, Naturwissenschaftliche Fakultät der Universität Erlangen, Nürnberg, 1971
- Der Wiederaufbau der Altstadt von Nürnberg 1945 bis 1970, Mitteilungen der Fränkischen Geographischen Gesellschaft, Band 19 für 1972, Seite 5ff (Als Sonderdruck der Fränkischen Geographischen Gesellschaft, Erlangen, bei Palm & Enke, 1972: ISBN 3-920405-30-7)
- Die Nürnberger Altstadt. Das architektonische Gesicht eines historischen Großstadtkerns. Nürnberg: Carl, 1976, 144 S., ISBN 3-418-00444-X, (2. Auflage 1981).
- Baedeker Nürnberg – Stadtführer, 6. Auflage. Ostfildern-Kemnat: Baedeker, 1986, 126 S., ISBN 3-87954-024-1
- Nürnberger Luftaufnahmen 1944 (Bild und Erinnerung), Erich Mulzer, Hartmut Beck und Herbert Bäuerlein, Carl, Nürnberg, 1995, 119 S., ISBN 3-418-00373-7

Aufsätze:
- Geographische Gedanken zur mittelalterlichen Entwicklung Nürnbergs, in: Festschrift für Otto Berninger. Fränkische Geographische Gesellschaft: Erlanger Geographische Arbeiten, Band 18, 1963, IV, 358 S., ISBN 3-920405-17-X, hier: S. 237–265
- Ein verkanntes Nürnberger Steinchörlein [Adlerstraße 19]. In: Mitteilungen des Vereins für Geschichte der Stadt Nürnberg (MVGN), Band 53 (1965), Seite 414–423 – online
- Der Nürnberger Fachwerkbau. In: Mitteilungen des Vereins für Geschichte der Stadt Nürnberg (MVGN), Band 55 (1967/68), Seite 300–331 – online
- Giebelmännlein, Schlöte, Hahnenkämme und andere Einzelheiten der Nürnberger Dacharchitektur. Mit einer kurzen Geschichte der Schlotfeger in Nürnberg bis 1806. In: Mitteilungen des Vereins für Geschichte der Stadt Nürnberg, Band 56 (1969), Seite 384–421 – online
- Das Jamnitzerhaus in Nürnberg und der Goldschmied Wenzel Jamnitzer, Mitteilungen des Vereins für Geschichte der Stadt Nürnberg (MVGN), Band 61 (1974), Seite 48–89 – online
- Der Tod fiel in den Wald, Nürnberger Nachrichten vom 30. März 1974, Seite 11 (Zu den Luftangriffen auf Nürnberg)
- Das Haus zum Schwan auf der Füll [Füll 12]. In: Mitteilungen des Vereins für Geschichte der Stadt Nürnberg, Band 65 (1978), Seite 275–310 – online
- Die Zerstörung der Nürnberger Altstadt im Luftkrieg. In: Nürnberger Altstadtberichte, Hrsg.: Altstadtfreunde Nürnberg e. V., Nr. 4 (1979), Seite 45–74
- Maria Sibylla Merian und das Haus Bergstraße 10. In: Nürnberger Altstadtberichte, Hrsg. Altstadtfreunde Nürnberg e. V., Nr. 24 (1999), Seite 27–56